# Jón Jósep Snæbjörnsson
Jón Jósep Snæbjörnsson, mer känd som Jónsi, född 1 juni 1977 i Akureyri, är en isländsk artist som är medlem i bandet Í svörtum fötum (”I svarta kläder”).

## Karriär
Jón Jósep Snæbjörnsson deltog i Eurovision Song Contest 2004 för Island med låten Heaven. Han var favorittippad men slutade på 19:e plats.
Han deltog även i den isländska uttagningen Söngvakeppni Sjónvarpsins 2007 och slutade 8:a med låten Segðu mér. Jónsí är balladsångare och både Heaven och Segðu är powerballader.
Jónsi deltog tillsammans med sångerskan Gréta Salóme i Söngvakeppni Sjónvarpsins 2012 med låten "Mundu eftir mér", som den 11 februari 2012 vann. Därmed fick Jónsi representera Island i Baku. I den första semifinalen den 22 maj tog de sig vidare till final. I finalen hamnade de på 20:e plats med 46 poäng.